# Bulbophyllum purpureorhachis
Bulbophyllum purpureorhachis là một loài phong lan thuộc chi Bulbophyllum.
 Tư liệu liên quan tới Bulbophyllum purpureorhachis tại Wikimedia Commons